# Xã Blount, Quận Vermilion, Illinois
Xã Blount (tiếng Anh: Blount Township) là một xã thuộc quận Vermilion, tiểu bang Illinois, Hoa Kỳ. Năm 2010, dân số của xã này là 3.428 người.